# Miniopterus maghrebensis
Miniopterus maghrebensis (Puechmaille, Allegrini, Benda, Gurun, Sramek, Ibanez, Juste & Bilgin, 2014) è un pipistrello della famiglia dei Miniotteridi diffuso nell'Africa settentrionale.

## Descrizione

### Dimensioni
Pipistrello di piccole dimensioni, con la lunghezza della testa e del corpo di 60 mm, la lunghezza dell'avambraccio tra 45 e 48 mm, la lunghezza della coda di 63 mm, la lunghezza delle orecchie di 13,4 mm.

### Aspetto
Le parti dorsali variano dal bruno castano al bruno-grigiastro scuro, mentre le parti ventrali sono marroni chiare con la base dei peli marrone scura. La fronte è molto alta e bombata, il muso è stretto e con le narici molto piccole. Le orecchie sono bruno-grigiastre chiare, corte, strette, ben separate tra loro e con l'estremità arrotondata. Le membrane alari sono marroni scure o bruno-grigiastre scure e attaccate posteriormente sulle caviglie. La lunga coda è inclusa completamente nell'ampio uropatagio. 

### Ecolocazione
Emette ultrasuoni sotto forma di impulsi di breve durata a frequenza modulata iniziale di 63,57-101,07 kHz, finale di 48,92-51,85 kHz e massima energia a 51-54,78 kHz.

## Biologia

### Alimentazione
Si nutre di insetti.

## Distribuzione e habitat
Questa specie è diffusa nelle regioni interne del Marocco, Algeria e Tunisia settentrionali.

## Tassonomia
Gli individui di questa nuova specie erano identificati fino ad oggi come miniotteri comuni, tuttavia non è ancora chiaro se queste due forme condividano lo stesso areale oppure se la popolazione nordafricana sia da considerare tutta come appartenente alla nuova specie.

## Conservazione
Questa specie, essendo stata scoperta solo recentemente, non è stata sottoposta ancora a nessun criterio di conservazione.